# Josh Thomas (giocatore di football americano)
Josh Thomas (Cedar Hill, 3 maggio 1989) è un giocatore di football americano statunitense che gioca nel ruolo di cornerback nella National Football League (NFL) e dal 2015 è free agent. Fu scelto nel corso del quinto giro (143º assoluto) del Draft NFL 2011 dai Dallas Cowboys. Al college ha giocato a football all’Università di Buffalo.

## Carriera professionistica

### Dallas Cowboys
Thoams fu scelto nel corso del quinto giro del Draft 2011 dai Dallas Cowboys con cui passò la pre-stagione 2011 prima di venire tagliato.

### Carolina Panthers
Nel settembre 2011, Thomas passò ai Carolina Panthers con cui nella sua stagione da rookie disputò nove partite, nessuna delle quali come titolare, mettendo a segno un tackle. Trovò maggiore spazio nelle due stagioni successive, quando giocò rispettivamente 4 e 6 partite come titolare, con un totale di 63 tackle. Fu svincolato il 30 agosto 2014.

### Seattle Seahawks
L'8 settembre 2014, Thomas firmò coi Seattle Seahawks. Fu svincolato l'8 ottobre dopo avere giocato tre partite. Nel resto della stagione militò con New York Jets e Detroit Lions giocando una gara con entrambe.

## Statistiche
| Partite totali      | 43  |
| Partite da titolare | 10  |
| Tackle totali       | 66  |
| Sack                | 0,0 |
| Intercetti fatti    | 1   |
| Fumble forzati      | 0   |

Statistiche aggiornate alla stagione 2014